# Gergashi (filho de Canaã)
Gergashi, em hebraico:  גרגשי (pronuncia-se Girgâshîy), significa "vivendo em solo arenoso", foi um dos filhos de Canaã, filho de Cam e, posteriormente, filho de Noé. Seus descendentes foram conhecidos como girgaseus e viveram ao leste do rio Jordão e do mar da Galileia, e foram uma das tribos cananitas na terra de Canaã, que, posteriormente viria se tornar o reino de Israel, com Josué liderando os israelitas.

## Narrativa bíblica
Os filhos de Noé foram Sem, Cam (ou Cão) e Jafé, e os filhos de Cam foram Cuxe, Mizraim, Pute e Canaã. Canaã teve como descendentes, Sidom, Hete,  e também, os jebuseus, amoritas, girgaseus, heveus, arqueus, sineus, arvadeus, zemareus e hamateus; e depois se espalharam as famílias dos cananeus.
Canaã foi amaldiçoado por Noé porque Cam, seu pai, viu Noé nu, após Noé ter se embriagado; de acordo com a maldição, Canaã seria servo de Sem e de Jafé.

## Identificação
Segundo estudos de Harold Hemenway, os girgaseus foram dispersos da Palestina e dessa forma moveram para a África, mais especificamente em Cartago (fundada pelos fenícios), onde encontram-se frequentes nomes pessoais como "Grgshy," "Grgsh," e "Grgshm" nos textos púnicos, que não escreviam as vogais. Outro grupo de girgaseus deve ter se tornado os gargares que migraram para a região do Cáucaso (segundo Estrabão) e então nomearam a Geórgia. Outros nomes relatados são os "Gergesenes" (ou gadarenos, Mateus 8:28) e "Kirkishati" em tabletes assírios. Outra possível localização é a oeste da Ásia Menor, onde encontra-se a cidade de Gargara, e o Monte Gárgaro, onde estas pessoas foram conhecidas como "gergitanos".